# Vincent Auriol
Jules-Vincent Auriol, född 27 augusti 1884 i Revel, Haute-Garonne, död 1 januari 1966 i Muret, var en fransk socialistisk politiker och Frankrikes president och furste av Andorra mellan åren 1947 och 1954. 
Auriol började sin karriär som advokat i Toulouse. Han blev medlem i det socialistiska partiet SFIO och var delaktig i grundandet av den socialistiska tidningen Le Midi 1908. 
Han var finansminister 1936–1937 och justitieminister 1937–1938.
Auriol deltog i den provisoriska regeringen, som blev tillsatt under Charles de Gaulles ledning efter den tyska ockupationen (1940-1944).